# Karl Herrligkoffer
Karl Maria Herrligkoffer (* 13. Juni 1916 in Schweinfurt; † 9. September 1991 in München) war ein deutscher Arzt. Zwischen 1953 und 1986 organisierte und leitete Herrligkoffer zahlreiche deutsche und österreichische Expeditionen zu Achttausendern im Himalaya und Karakorum.

## Leben
Seine Eltern waren der Eisenbahnoberinspektor Rudolf Herrligkoffer und dessen Ehefrau Therese, geborene Merkl. 1920 zog die Familie nach Traunstein. Karl besuchte die Oberrealschule in Rosenheim. Als er sich entschloss, Arzt zu werden und nicht Förster, wie vom Vater gewünscht, wurde er enterbt. Nach dem Abitur studierte er von 1935 bis 1940 an der LMU in München Medizin und wurde anschließend in München Assistenzarzt. Während des Krieges arbeitete er im Polizeikrankenhaus in München, ab 1946 war er Praktischer Arzt, ab 1948 in eigener Praxis in München. Von 1946 bis 1951 studierte er parallel dazu Psychologie.
Herrligkoffer war der jüngere Halbbruder Willy Merkls, der die Deutsche Nanga-Parbat-Expedition 1934 geleitet hatte und dort mit zwei deutschen Bergsteigern und sechs Sherpas im Schneesturm ums Leben gekommen war. Das bergsteigerische Ethos seines Halbbruders führte Herrligkoffer weiter, und er setzte sich die Planung, Organisation und Leitung von Achttausender-Besteigungen zum Lebensziel. Dabei konzentrierte er sich auf die Finanzierung und Vorbereitung sowie die organisatorische Leitung der Expeditionen vom Basislager aus. Er selbst bestieg nie einen der hohen Gipfel.
Zwischen 1953 und 1975 war allein der Nanga Parbat (8125 m) acht Mal das Ziel seiner Expeditionen. Am 3. Juli 1953 gelang die Erstbesteigung des Nanga Parbat über die Nordseite durch Hermann Buhl im Rahmen der von Herrligkoffer geleiteten „Willy-Merkl-Gedächtnisexpedition“. Herrligkoffers Expedition 1962 bewältigte die erste Besteigung über die Diamirflanke (Westwand). Die dritte Wand des Nanga Parbat, die 4500 m nach Süden abfallende 
Rupalflanke, wurde 1970 unter Herrligkoffers Leitung im Rahmen der „Sigi-Löw-Gedächtnisexpedition zum Nanga Parbat“ erstdurchstiegen. Während dieser Expedition starb Günther Messner beim Abstieg, nachdem er mit seinem Bruder Reinhold Messner den Gipfel erreicht hatte.
Auch in den Jahren 1971, 1972, 1973 und 1975 führte Herrligkoffer Expeditionen in den Himalaya. 1974, 1976 und 1977 war er in der Arktis unterwegs. 1978 leitete er eine Expedition zum Mount Everest, bei der sieben Bergsteiger den Gipfel erreichten, darunter die Deutschen Hillmaier, Engl und Mack. 1986 leitete er zu seinem 70. Geburtstag letztmals persönlich eine Expedition in das Karakorum-Gebirge zum K2.

## Rezeption
Herrligkoffer war bezüglich seines als autoritär beschriebenen Führungsstils bei Expeditionen umstritten. Zu Konflikten kam es auch im Zusammenhang mit Verwertungsrechten. So sicherte sich Herrligkoffer im Vorfeld einer Expedition alle Verwertungsrechte. Widerstände gegen diese Praxis, etwa von Hermann Buhl oder Reinhold Messner, die eigene Publikationen über ihre Erfahrungen am Berg mit Herrligkoffer veröffentlichten, führten zu langwierigen Gerichtsprozessen, die Herrligkoffer gewann. Die Mehrheit der von ihm engagierten Alpinisten war sich dessen bewusst, dass sie ihre Teilnahme an einer Expedition Herrligkoffers Geschick verdankten, finanzielle Mittel durch Sponsoren aufzubringen. Bei britischen Alpinisten wurde er daher sarkastisch als „Sterlingkoffer“ bezeichnet.
Der oft geäußerte Vorwurf, Herrligkoffer habe Hermann Buhl im Jahr 1953 den Gipfelgang verboten und damit seine Inkompetenz als Expeditionsleiter bewiesen, relativiert sich angesichts der Tatsache, dass Buhl sein Wagnis nur durch großes Wetterglück überleben konnte und Herrligkoffer sich angesichts des Risikos mit der Anweisung zum Abstieg der Mitverantwortung an Buhls Alleingang entzog.  
Jürgen Thorwald analysierte in der Illustrierten „Quick“, bezüglich der Auseinandersetzung um den Rückzugsbefehl sinngemäß das Folgende: Hätten Herrligkoffer und Aschenbrenner die innere Größe gehabt, ihren Irrtum einzugestehen, und Buhl die Anerkennung gezollt, die er verdiente, wäre es zu keinem Zerwürfnis gekommen. Herrligkoffer habe stattdessen mit allen Mitteln versucht, seinen Anteil am Erfolg auf Kosten Buhls zu vergrößern. Ralf-Peter Märtin stimmt Thorwald in seinem Werk „Nanga Parbat - Wahrheit und Wahn des Alpinismus“ zu.
Hans Ertl drehte über diese Expedition den Dokumentarfilm Nanga Parbat. 

„Wie immer er gewesen sein mag, ein außergewöhnlicher Mensch war er. Man mochte ihn oder man war von ihm abgestoßen. Seine drei großen Leidenschaften waren junge Medizinstudentinnen, das Organisieren von Expeditionen und das Führen von Prozessen. Grundsätzlich haben wir ihm alle viel zu verdanken, insbesondere Reinhold Messner wurde auf seinem Rücken zum ‚Rolling Stone‘ der Popclimber.“

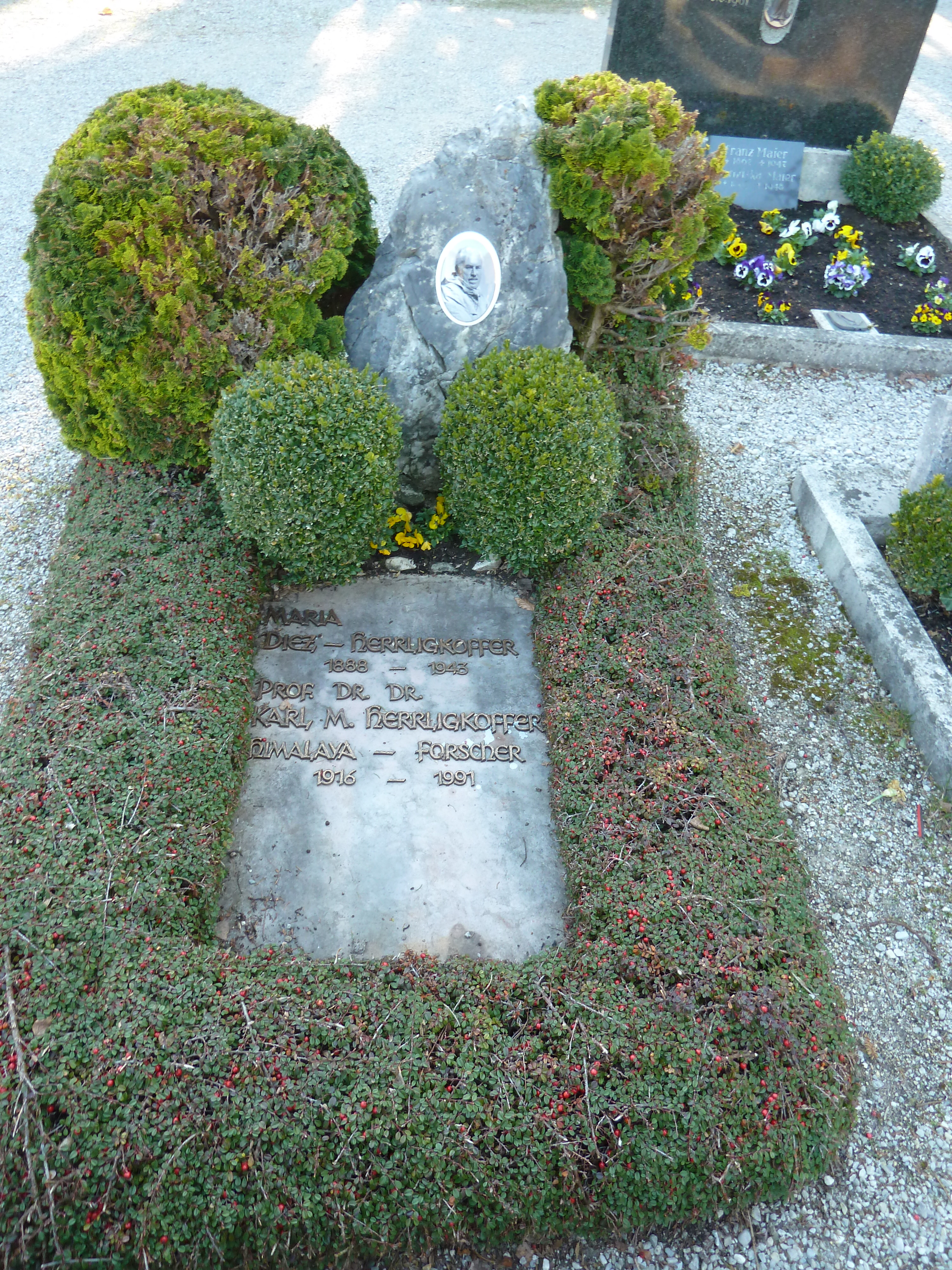
Grabmal Herrligkoffers

Die Darstellung der Persönlichkeit Herrligkoffers in Joseph Vilsmaiers Spielfilm Nanga Parbat im Jahre 2010 empfand Herrligkoffers Sohn Klaus als „Schmähung und Verunglimpfung“, weshalb er öffentlich eine Entschuldigung der Produktionsfirma verlangte.
Herrligkoffer wurde auf dem Friedhof der katholischen Pfarrkirche St. Laurentius in Rottach-Egern (Bayern) begraben.

## Publikationen (Auswahl)
- Nanga Parbat. Ullstein, Berlin 1967.
- Mein Weg in den Himalaya.  Pietsch, Stuttgart, 1989.
- Nanga Parbat 1953. Lehmann, München 1954.
- Deutsche am Broad Peak 8047 m. Durch Pakistan zur Wunderwelt des Himalaya. Lehmann, München 1955.
- Sieg am Kanchenjunga. Die deutsche Erstbesteigung. Droemer Knaur, München 1983, ISBN 3-426-03716-5
- Abschied vom Himalaya. Erfolg und Tragik am K2 und Broad Peak. Bayerland, Dachau 1989, ISBN 3-89251-029-6.